# Lyckorna
Lyckorna är en tidigare badort i Ljungskile, Uddevalla kommun, grundad 1877 av Robert Macfie på ett berg vid havet, vid den nuvarande badstranden Kungsparken.
Lyckorna hade varmbad till mitten av 1900-talet och två kallbadhusen, informellt Gubbis och Gummis, som numera är rivna. Det tidigare societetshuset och vissa kringliggande hus revs i mitten av 1990-talet. Kvar i området finns dock bostadshus som är uppförda från 1877 till ungefär 1920, uppförda för att användas för kustnära sommarboende av välbärgade personer.